# Octeville
Ne doit pas être confondu avec Octeville-sur-Mer ou Octeville-l'Avenel.
Pour les articles homonymes, voir Octeville (homonymie).
Pour un article plus général, voir Cherbourg-Octeville.
Octeville est une ancienne commune française du département de la Manche. La commune fusionne en 2000 avec Cherbourg pour former la nouvelle commune de Cherbourg-Octeville, à la suite d'un référendum local. Cette dernière est ensuite devenue commune déléguée de Cherbourg-en-Cotentin, commune nouvelle créée le 1er janvier 2016 et issue de la fusion de Cherbourg-Octeville, Équeurdreville-Hainneville, La Glacerie, Querqueville et Tourlaville.

## Géographie

### Localisation et communes limitrophes
Octeville est au nord du Cotentin. Son centre est à quatre kilomètres au sud-ouest de celui de Cherbourg.
Le territoire était limitrophe (du nord-ouest à l'ouest, dans le sens horaire) de ceux d'Équeurdreville, Cherbourg, La Glacerie, Martinvast, Sideville et Nouainville.

### Géologie et relief
La superficie de la commune était de 735 hectares, son altitude variait de 10  à   139 mètres.

## Toponyme
Le nom de la localité est attesté sous les formes Othevilla (1063-1066), Otteville (XIIe siècle).
Octeville est une formation toponymique médiévale en -ville (mot issu du gallo-roman VILLA « grand domaine rural »), précédé du nom de personne vieux norrois Otto ou Otti, emprunté au germanique occidental Otto et que l'on retrouve dans les différents Octeville de Normandie, ainsi que dans Le Tilleul-Othon, employé au cas régime.
La forme Oct- au lieu de Ott- note à l'origine l'ancienne prononciation des deux consonnes géminée Ot-tə-ville et est perçue de manière savante comme analogues aux noms propres ou aux noms communs, tels qu’Octave, octobre, etc.

## Histoire
Le maire, Bernard Cazeneuve, mène campagne pour le « Grand Cherbourg », qui vise la fusion des six communes de l'agglomération cherbourgeoise, à propos duquel le référendum local de 2000, aboutit à la réunion de Cherbourg et Octeville.

## Politique et administration

### Rattachements administratifs et électoraux
Octeville appartenait à l'arrondissement de Cherbourg (de 1811 à 2000, rattachée à l'arrondissement de Valognes de 1801 à 1811) et au canton de Cherbourg Sud-Ouest (anciennement canton d'Octeville) dont elle était le chef-lieu depuis sa création.
Pour l'élection des députés, la commune faisait partie de la cinquième circonscription de la Manche.

### Liste des maires
| Période                                  | Période                  | Identité                 | Étiquette           | Qualité |
| ---------------------------------------- | ------------------------ | ------------------------ | ------------------- | --- |
| 1790                                     | ?                        | Pierre Fortin            |                     | |
| Les données manquantes sont à compléter. |                          |                          |                     | |
| ?                                        | 1800                     | Louis Le Clerc           |                     | |
| 1800                                     | 1808                     | Pierre Fortin            |                     | |
| 1808                                     | 1823                     | Georges Le Prévost       |                     | |
| 1823                                     | 1826                     | M. Bourgoise             |                     | |
| 1826                                     | 1830                     | Jean Baptiste Lebrun     |                     | |
| 1830                                     | 1831                     | Frédéric Charles Quoniam |                     | |
| 1832                                     | 1835                     | Jean Jacques Lancy       |                     | |
| 1835                                     | 1840                     | Jean Mallard             |                     | |
| 1840                                     | 1843                     | Louis Le Bourgeois       |                     | |
| 1843                                     | 1858                     | Jean Delalée             |                     | |
| 1858                                     | 1862                     | Charles Commenchail      |                     | |
| 1862                                     | 1865                     | Marie Guichard           |                     | |
| 1865                                     | 1867                     | Jean Gamache             |                     | |
| 1867                                     | 1869                     | Jean Delaplanque         |                     | |
| 1869                                     | 1870                     | Alphonse Lemarquand      |                     | |
| 1870                                     | 1884                     | Jean Charles Delalée     |                     | Propriétaire                                                                                                  |
| 1884                                     | mai 1892                 | Léon Lesage              |                     | Marchand de nouveautés                                                                                        |
| mai 1892                                 | mai 1896                 | Stanislas Revert         |                     | Propriétaire                                                                                                  |
| mai 1896                                 | mai 1900                 | Emmanuel Née             |                     | Commis à la Marine                                                                                            |
| mai 1900                                 | mai 1904                 | Louis Besselièvre        |                     | Employé de commerce                                                                                           |
| mai 1904                                 | juillet 1917 (décès)     | Alexandre Dumoncel       | Républicain radical | Négociant Conseiller général d'Octeville (1907 → 1917)                                                        |
| 1917                                     | 1919                     | Gustave Letellier        |                     | Garde-consigne de la Marine, adjoint faisant fonction                                                         |
| 1919                                     | mai 1929                 | Charles Lereverend       |                     | Charpentier                                                                                                   |
| mai 1929                                 | 1932                     | Paul Lelong              |                     | Charpentier                                                                                                   |
| 1932                                     | octobre 1935 (démission) | Emmanuel Demast          |                     | Ingénieur des travaux maritimes                                                                               |
| octobre 1935                             | février 1939             | Armand Lamache           |                     | Agent technique                                                                                               |
| février 1939                             | mai 1945                 | Louis Jourdam            | SFIO                | Chaudronnier à l'Arsenal de Cherbourg                                                                         |
| mai 1945                                 | octobre 1947             | Michel Lair              |                     | Mécanicien |
| octobre 1947                             | mars 1959                | Louis Jourdam            | SFIO                | Retraité |
| mars 1959                                | mars 1977                | Jean Tesson              | DVG                 | Professeur de CES Conseiller régional de Basse-Normandie (1974 → 1977) Vice-président de la CUC (1971 → 1977) |
| mars 1977                                | mars 1983                | Georges Jourdam          | PS                  | Instituteur, ancien résistant FFI Conseiller général de Cherbourg Sud-Ouest (1973 → 1994)                     |
| mars 1983                                | mars 1989                | Gabriel Soria            | PS                  | Professeur de dessin technique Vice-président de la CUC (1983 → 1989)                                         |
| mars 1989                                | juin 1995                | André Poirier            | DVD                 | Ancien administrateur de la France d'outre-mer Vice-président de la CUC (1989 → 1995)                         |
| juin 1995                                | mars 2000                | Bernard Cazeneuve        | PS                  | Juriste Député de la Manche (5e circ.) (1997 → 2002) Conseiller général de Cherbourg Sud-Ouest (1994 → 1998)  |

## Démographie
| 1793 | 1800 | 1806  | 1821  | 1831  | 1836  | 1841  |
| ---- | ---- | ----- | ----- | ----- | ----- | ----- |
| 972  | 850  | 1 026 | 1 194 | 1 309 | 1 508 | 1 479 |

| 1846  | 1851  | 1856  | 1861  | 1866  | 1872  | 1876  |
| ----- | ----- | ----- | ----- | ----- | ----- | ----- |
| 1 735 | 1 878 | 2 160 | 2 346 | 2 275 | 2 268 | 2 350 |

| 1881  | 1886  | 1891  | 1896  | 1901  | 1906  | 1911  |
| ----- | ----- | ----- | ----- | ----- | ----- | ----- |
| 2 482 | 2 895 | 3 028 | 3 352 | 3 752 | 4 077 | 4 193 |

| 1921  | 1926  | 1931  | 1936  | 1946  | 1954  | 1962  |
| ----- | ----- | ----- | ----- | ----- | ----- | ----- |
| 4 017 | 3 939 | 4 054 | 4 317 | 4 606 | 5 421 | 6 247 |

| 1968  | 1975   | 1982   | 1990   | 1999   | - | - |
| ----- | ------ | ------ | ------ | ------ | - | - |
| 9 465 | 15 977 | 18 551 | 18 120 | 16 948 | - | - |

## Culture locale et patrimoine

### Lieux et monuments
- Église Saint-Martin romane datant du XIIe siècle inscrite au titre des monuments historiques depuis 1943[5]. Église paroissiale historique d'Octeville, elle dépendait de l'abbaye Notre-Dame du Vœu. Elle arbore un clocher-tour octogonal coiffé en bâtière (à l'instar de Tamerville et Tollevast). La nef a été réaménagée au XVIIIe siècle. L'édifice abrite un bas-relief représentant la Cène du XIIe et une statue (XIXe) d'Armand Freret classés au titre objet aux monuments historiques depuis 1908[6],[7], ainsi qu'un maître-autel et retable (XIXe) inscrit au titre objet[8].
- Église Saint-Pierre-Saint-Paul, construite de 1967 à 1969 en forme de losange irrégulier, par l'architecte manchois Paul Vimond au sein du grand ensemble des Provinces. Elle se présente sous la forme d'« une grande et haute toile d'ardoises, fixée au sol par des piquets de béton ». Sa nef a une capacité de 700 places[9].
- Église Sainte-Marie-Madeleine-Postel. Elle est désaffectée depuis 1990[10].
- Chapelle du Bienheureux Barthélémy Picqueray du XVIIe siècle. Elle abrite un bas-relief de Nottingham du XVe et une copie de la dalle funéraire du Bienheureux Barthélémy Picqueray ; l'original a été brisée par les Allemands[10].
- La Croix à l'Abbé.
- La croix des Fourches, site de l'ancien gibet de l'abbaye du Vœu. Le fût de la croix est une colonne romaine[11].
- Manoir de Grimesnil du XVIIe siècle.
- La Prévallerie du XVIIe siècle.
- La Gamacherie.
- Fort des Fourches.
- Fort Neuf.
- La Roche qui pend.
- Hameau des Trois communes.
- La Mancellerie.
- La Foëdre.
- Parc du Vallon sauvage.

### Personnalités liées à la commune
- Masséot Abaquesne (fl. XVIe siècle), grand maître de la faïencerie normande, probablement né au hameau Baquesne.

### Héraldique
| Armes d'Octeville | Le blason d'Octeville est : de sinople au mantel d’argent chargé de deux lettres capitales de sable « O » à dextre, « V » à sénestre, au chef de gueules à un léopard d'or. Les léopards d'or sur champ de gueules rappellent les armes de la Normandie |